# Ecoregió

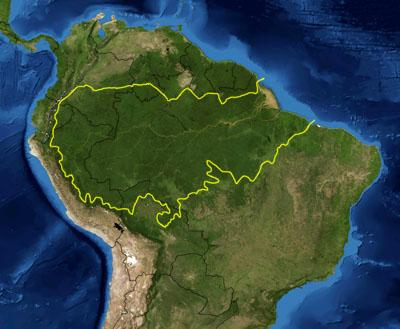
Mapa de localització d'ecoregions en la selva amazònica marcades per la línia groga.

Una ecoregió (regió ecològica), de vegades anomenada bioregió, és una superfície definida de forma ecològica i geogràfica, més petita que una "ecozona". Les ecoregions cobreixen superfícies relativament extenses terrestres o aquàtiques, i contenen característiques geogràficament distintes, conjunts interrelacionats de comunitats ecològiques i espècies. La biodiversitat de la flora, la fauna i els ecosistemes que caracteritzen una ecoregió tendeix a ser diferent de les altres ecoregions.
Una ecoregió és un patró d'ecosistemes associats amb combinacions característiques de sòls i accidents geogràfics que caracteritzen la regió Segons Omernik (2004), l'ecoregió és "superfície on hi ha una coincidència en l'espai de fenòmens geogràfics associats amb diferències en la qualitat, la salut i la integritat dels ecosistemes". Les zones de transició entre ecoregions s'anomenen ecotons.
Les ecoregions segons el Fons per la Vida Salvatge (WWF) s'han desenvolupat per ajudar la planificació en biodiversitat i conservació, i posen més èmfasi en les diferències en fauna i flora entre les regions. La classificació de la WWF defineix una ecoregió com:
Una gran superfície de terra o aigua que conté un conjunt natural de comunitats que:
(a) Comparteixen una gran majoria de les seves espècies i de la dinàmica ecològica;
(b) Comparteixen similars condicions medioambientals i;
(c) interaccionen ecològicament de manera que són crítiques per la seva persistència a llarg termini.
La WWF ha identificat 825 ecoregions terrestres, i aproximadament 450 ecoregions aquàtiques d'aigua dolça a tota la Terra. D'aquestes, les englobades amb el títol de Global 200 mereixen una atenció especial per a la conservació de la biodiversitat.